# レスリー・ハワード (ピアニスト)
レスリー・ハワード（Leslie Howard、1948年4月29日 - ）は、オーストラリアのピアニスト。メルボルン出身。
ハイペリオンにフランツ・リストのピアノ作品全曲録音集を残したことで有名。録音技術が確立してから今日（2016年）まで、ハワードしか録音を残していない曲が数多くある。他にも、現在安定して入手できる音源として存在している録音は彼のものだけ、という曲も多くある為に彼のリスト全曲録音集は資料として非常に価値のある貴重なものである。
ハワードは作曲家、音楽学者としても活動しており、上記のリスト全集においては未完成作品の補筆も手がけている。また、パガニーニのヴァイオリン協奏曲第1番の初稿を自筆譜にさかのぼって校訂・出版したのが有名。現在はユトレヒト・リスト国際ピアノコンクールの審査委員を務めている。